# Бородниця витягнута
Бородниця витягнута (Barbilophozia attenuata) — вид печіночників порядку юнгерманіальних (Jungermanniales).
Таксон вважається синонімом до Neoorthocaulis attenuatus (Mart.) L.Söderstr., De Roo & Hedd.

## Поширення
Батьківщиною є Європа, Макаронезія, Азія, Північна Америка.
Росте на болотистих і багатих гумусом ґрунтах, на мертвій деревині, на бідних вапном скелях і валунах у переважно тінистих, свіжих або вологих місцях на болотах, у субальпійських лісах, над межею дерев у карликових чагарникових пустищах і на північних кам'янистих луках.

## Характеристика
Утворює нещільні килимки від брудно-зеленого до коричнево-зеленого кольору. Рослини від висхідних до прямовисних, мають довжину до 5 сантиметрів і ширину від 0,5 до 1,8 міліметра. Їх нижня сторона вкрита короткими ризоїдами. Бокові листки ростуть на стеблі похило або майже поперечно, мають довжину приблизно 0,6 міліметра і трохи ширші за довжину, зазвичай розділені на три частки у верхній третині. Біля основи листка війок немає. На одну клітину листка припадає від 3 до 6 круглих масляних тілець. Підлистки зазвичай відсутні. Вид дводомний. Спорогони зустрічаються дуже рідко.